# Bellator 30
 Bellator XXX  foi um evento de MMA organizado pelo Bellator Fighting Championships, ocorrido em 23 de setembro de 2010 no Fourth Street Live! em Louisville, Kentucky.  O evento foi transmitido ao vivo na Fox Sports Net e suas afiliadas regionais.

## Background
Bryan Goldsby sebstituiu Ulysses Gomez no Torneio de Galos, após Gomez ser forçado a se retirar devido a uma infecção. 